# 布赖特科普夫与黑特尔音乐出版社
布赖特科普夫与黑特尔音乐出版社（德語：Musikverlag Breitkopf & Härtel），德國音樂出版社，是现存最古老的乐谱出版社，亦是第一家出版莫扎特作品全集的出版社，其總部位於德國威斯巴登。

## 沿革
1719年，伯恩哈德·克里斯多福·布賴特科普夫在莱比锡创立公司，1795年，哥特佛萊德·克里斯多福·黑特尔继承公司，公司因而更名。

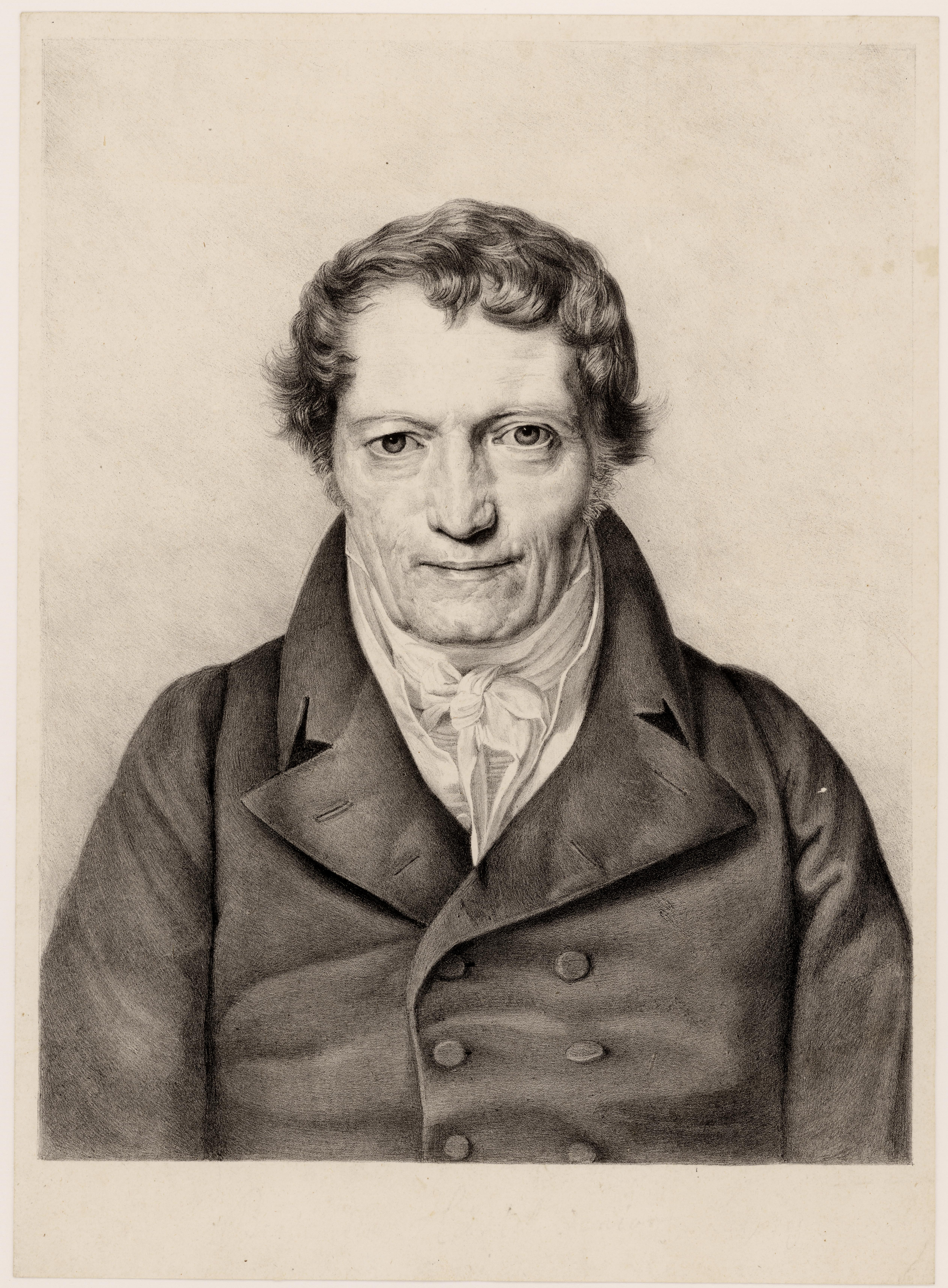
哥特佛萊德·克里斯多福·黑特尔

1807年起，該社展開鋼琴製造業務，一直持續至1870年止，其所生產的鋼琴受到當代演奏名家如李斯特、克拉拉·舒曼等人的肯定。此外，19世紀權威的音樂刊物《音樂廣訊報》亦由布赖特科普夫与黑特尔音乐出版社代為發行。
二战后，出版社所有者及员工迁往西德黑森州的威斯巴登。1952年东德政府将莱比锡出版社征用，以VEB Breitkopf & Härtel的名义运营。两德统一后，1991年，经过艰难的谈判，被征用的莱比锡出版社被归还；此后，该出版社以 Breitkopf & Härtel - Wiesbaden, Leipzig, Paris 的名义运营。2014年底，出版社从莱比锡撤出。自2017年起，出版社又一次在其创建地设立了分公司。

## 業務
現有超過一千位作曲家、八千部作品與逾一萬五千份出版品。布赖特科普夫与黑特尔音乐出版社長期支持當代作品的創作和出版，此外也對固有的作曲家如贝多芬、海顿、门德尔松、罗伯特·舒曼、肖邦、李斯特、瓦格纳、勃拉姆斯等人的作品進行持續的編輯和更新工作。當中最為著名的，是該社的巴赫、莫扎特和舒伯特的作品全集（Gesellschaft Edition，或Sämtliche Werke）。此外他們亦參與了亨德尔作品全集的編纂工作。

## 作品節選
- 《樂團圖書館》（Orchester-Bibliothek）系列套譜

## 軼事
- 由於其商標是一隻熊，因此在華語社會中，通常都以其暱稱「大熊出版社」替代其音譯名稱[3]。